# 후지야 호텔

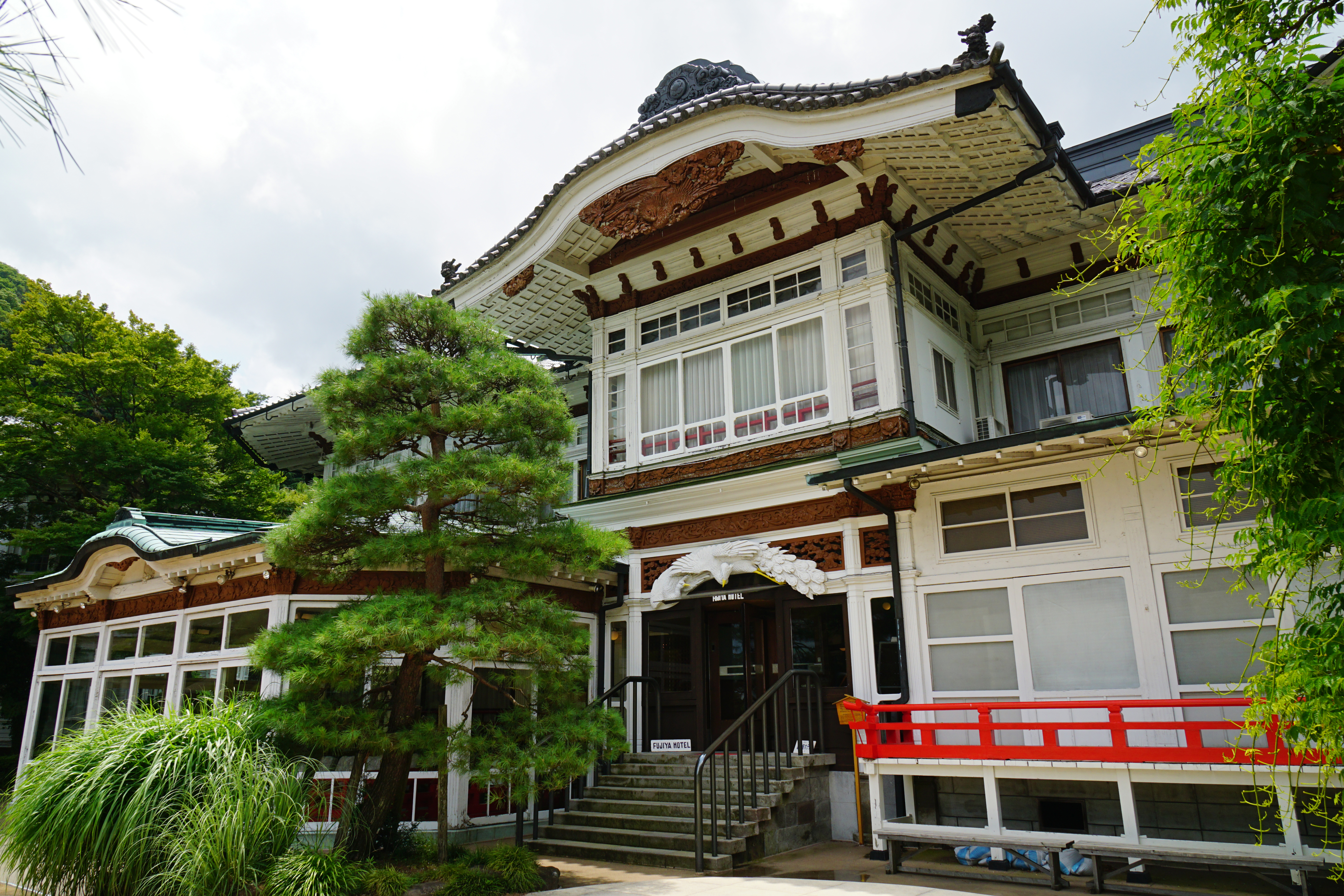
후지야 호텔

후지야 호텔(일본어: 富士屋ホテル은 일본 가나가와현 하코네정에 있는 호텔이다. 1878년 문을 연 일본 최초의 리조트 호텔이다. 1906년에는 서양관이라고 해서 또 별개의 건물을 세웠다. 후지야 호텔에는 하나고텐이라는 건물이 있는데, 1936년에 지은 건물로, 화려한 장식 벽과 지붕으로 유명하다. 또 43개의 객실에 각각 꽃 이름을 붙였다.

## 같이 보기
- 나라 호텔
- 호시료칸
- 도고 온천 (에히메현)